# 덕안대군
이방연(李芳衍, 혹은 덕안대군(德安大君), ? ~ 1388년)은 고려 말기의 문신이자, 조선 초기의 왕자로 이름은 방연(芳衍)이고, 본관은 전주이다. 조선 태조의 여섯째 아들이다. 고려 말인 1385년 과거에 합격하고, 종사랑 성균관박사를 지냈다. 태종 이방원의 유일한 친남동생이며, 세종의 친숙부이다.
그는 아직 조선 왕조 창건 이전이던 고려 시대 말기 시절에 병사하였는데, 조선 건국 이후 원윤(元尹)에 증직되었고, 태종 때 문안군(文安君)에 추봉되었으며, 고종 때 가서 덕안대군에 추봉되었다.

## 생애
태조 이성계와 신의왕후 한씨 사이에서 여섯째 아들로 태어났다. 언제 태어나고 죽었는지는 기록이 남아있지 않아 자세히 알 수 없으나, 태조실록의 태조 2년(1393년) 기사에 이미 일찍 죽었다고 기록한 것으로 보아 적어도 조선 건국 이전에 사망한 것은 확실한 듯 하다.
고려 우왕 11년(1385년)에 과거에 합격하여 관직에 진출했고, 결국 그는 아직 고려 우왕 치세 시절에 일찍 죽었다.. 이색이 쓴 이자춘 묘비명에 따르면, 그는 이미 고려 말에 종사랑 성균관박사를 역임했다 한다.
1392년(태조 1) 아버지 이성계가 즉위하면서 여러 왕자를 군(君)으로 봉작할 때 방연은 이미 세상을 떠났으므로 봉호를 내리지 않았다. 이후 원윤(元尹)에 증직되었다.

## 사후
조선 태종 9년(1409년) 음력 윤4월 10일에 문안군(文安君)에 추증되었으며, 왜 동복 친형인 태종 때에 대군이 아닌 군에 추봉되었는가 여부는 불확실하다. 고종 9년(1872년) 음력 12월 4일 덕안대군(德安大君)에 추봉되었다. 이 해 영종정경(領宗正卿)에 추증되었다.

## 가족 관계
- 부왕: 태조
- 모후: 신의왕후
  - 형: 진안대군 이방우
  - 형: 정종 이방과
  - 형: 익안대군 이방의
  - 형: 회안대군 이방간
  - 형: 태종 이방원
  - 덕안대군
    - 양자 : 금산군(金山君) - 회안대군의 넷째 아들
    - 봉사손 : 이정효(李貞孝) - 회안대군의 16대손

  - 동생: 경신공주
  - 동생: 경선공주
- 계모: 신덕왕후
  - 이모제 : 무안대군 이방번(李芳蕃)
  - 이모제 : 의안대군 이방석(李芳碩)
  - 이모제 : 경순공주